# Presidente della Tweede Kamer
Il presidente della Tweede Kamer (in olandese voorzitter van de Tweede Kamer) è uno dei 150 membri della Tweede Kamer, la camera bassa del parlamento dei Paesi Bassi, eletto per guidare le riunioni della Camera. Presiede inoltre la Presidenza e il Comitato di procedura (Commissie van de Werkwijze). Prima della revisione costituzionale del 1982, il Presidente era nominato dalla Corona.
L'ufficio è attualmente ricoperto da Martin Bosma del Partito per la Libertà (PVV). È stato eletto il 14 dicembre 2023, succedendo alla presidente provvisoria Roelien Kamminga del Partito Popolare per la Libertà e la Democrazia (VVD), entrata in carica in sostituzione di Vera Bergkamp (D66) al momento dell’insediamento della nuova Tweede Kamer il 6 dicembre 2023.

## Funzioni
In quanto membro della Tweede Kamer, il presidente ha gli stessi diritti e doveri degli altri membri. Il presidente conduce le riunioni dell'assemblea. Il titolare dell'ufficio apre e chiude le riunioni e determina chi parla. I membri della Camera, nonché i ministri e i segretari di Stato non dovrebbero rivolgersi direttamente a vicenda, ma si rivolgono sempre al presidente. Mentre il presidente partecipa anche alla votazione (come membro regolare della camera), il titolare dell'ufficio di solito non partecipa ai dibattiti.
Oltre a guidare le sedute, il Presidente rappresenta l'assemblea nel suo insieme, come nelle cerimonie e con visite di capi di Stato stranieri. Il presidente è anche il capo del Presidium, che è responsabile della determinazione del bilancio dell'Assemblea, della definizione dell'agenda e della nomina del personale.
Il presidente è supportato da vicepresidenti, ordinati per numero in ordine di precedenza, che sono anche membri della Tweede Kamer. Nel caso in cui il presidente non sia in grado di adempiere ai propri doveri o la posizione diventi vacante, la riunione è presieduta dal Primo Vicepresidente.

## Elezione
Il presidente è eletto dai membri della Tweede Kamer. Tale elezione si svolge poco dopo un'elezione generale o dopo che la posizione è diventata vacante. L'Assemblea adotta un profilo che delinea le qualità desiderate che i potenziali candidati dovrebbero avere, come esperienza pregressa e tratti personali. Il profilo non è vincolante, tuttavia. I membri possono presentare la propria candidatura, ma ciò non è richiesto.
Le elezioni stesse richiedono la partecipazione di almeno 76 membri. Per vincere le elezioni, un membro deve ottenere la maggioranza assoluta dei voti espressi (oltre il 50%). La votazione si svolge a scrutinio aperto e segreto, il che significa che i membri devono scrivere il nome del membro preferito e che il voto non viene divulgato. I membri possono scegliere tra scrivere il nome di uno dei candidati o il nome di qualsiasi altro membro.
Un'elezione richiede più turni quando nessun membro ottiene la maggioranza assoluta. Se non ci sono vincitori dopo due turni, le regole di voto sono diverse. Nel terzo turno, l'elenco dei membri che sono stati votati nel secondo turno è definitivo. Inoltre, il numero di membri idonei è limitato, a seconda del numero di membri che hanno ricevuto voti nel secondo turno. Se meno di cinque membri hanno ricevuto voti, tutti i membri tranne i due capilista sono eliminati dalle elezioni, altrimenti restano solo quattro. Nel quarto turno, sono ammessi solo i due candidati, tutti gli altri voti sono considerati non validi. Se entrambi i membri hanno lo stesso numero di voti, le elezioni vengono decise a sorte.

## Membri del Presidium
| Ritratto | Ritratto | Nome                                | Posizione              | Partito | Dal              | Al        |
| -------- | -------- | ----------------------------------- | ---------------------- | ------- | ---------------- | --------- |
|          |          | Martin Bosma (1964-)                | Presidente             | PVV     | 14 dicembre 2023 | in carica |
|          |          | Tom van der Lee (1964-)             | Primo Vicepresidente   | GL/PvdA | 19 dicembre 2023 | in carica |
|          |          | Roelien Kamminga (1978-)            | Seconda Vicepresidente | VVD     | 19 dicembre 2023 | in carica |
|          |          | Nicolien van Vroonhoven-Kok (1971-) | Terza Vicepresidente   | NSC     | 19 dicembre 2023 | in carica |
|          |          | Wieke Paulusma (1978-)              | Quarta Vicepresidente  | D66     | 19 dicembre 2023 | in carica |
|          |          | Henk Vermeer (1966-)                | Quinto Vicepresidente  | BBB     | 19 dicembre 2023 | in carica |
|          |          | Gidi Markuszower (1977-)            | Sesto Vicepresidente   | PVV     | 19 dicembre 2023 | in carica |